# تشو فانغ
تشو فانغ (بالإسبانية: Zhu Fang)‏ (بالصينية: 朱芳) هي لاعبة تنس الطاولة إسبانية وصينية، ولدت في 2 أكتوبر 1976 في بكين في الصين.

## وصلات خارجية
- تشو فانغ على موقع منظمة تنس الطاولة العالمي (الإنجليزية)
- تشو فانغ على موقع أوليمبيديا (الإنجليزية)